# Andira micrantha
Andira micrantha är en ärtväxtart som beskrevs av Adolpho Ducke. Andira micrantha ingår i släktet Andira och familjen ärtväxter. Inga underarter finns listade i Catalogue of Life.